# Paweł Huelle
Paweł Marek Huelle (ur. 10 września 1957 w Gdańsku, zm. 27 listopada 2023 tamże) – polski pisarz; prozaik, poeta i dramaturg.

## Życiorys
Ukończył filologię polską na Uniwersytecie Gdańskim. W trakcie wydarzeń sierpniowych w 1980 był jednym z inicjatorów apelu o powołanie niezależnej organizacji studenckiej. Zaangażowany następnie w działalność związaną z NSZZ „Solidarność”, był m.in. członkiem redakcji „Głosu Wolnego” wydawanego w czasie I Krajowego Zjazdu Delegatów związku. Po wprowadzeniu stanu wojennego współpracował z wydawnictwami podziemnymi.
W latach 1983–1986 uczył języka polskiego w szkołach podstawowych, zawodowych i średnich. Pracował też w spółdzielni Świetlik. Następnie wykładał filozofię na Akademii Medycznej w Gdańsku. W latach 1994–1999 zajmował stanowisko dyrektora TVP3 Gdańsk. W 2010 został wykładowcą na kierunku reżysersko-operatorskim Gdyńskiej Szkoły Filmowej, a w 2011 kierownikiem literackim Teatru Miejskiego w Gdyni.
Twórczość poświęcił w większości Gdańskowi jako rodzinnemu miastu. Popularność przyniosła mu debiutancka powieść Weiser Dawidek (wydana w 1987), zekranizowana przez Wojciecha Marczewskiego w 2000 pod tytułem Weiser. Był członkiem polskiego PEN Clubu, objął funkcję wiceprezesa tej organizacji.
Na podstawie jego twórczości powstały spektakle teatralne: w Teatrze Telewizji Stół (2000) i Srebrny deszcz (2000), a także Kąpielisko ostrów (2001) w Teatrze im. Juliusza Osterwy w Lublinie.
Krytykował wypowiedzi księdza Henryka Jankowskiego, które oceniał, podobnie jak gdańska kuria metropolitalna, jako antysemickie. Po stwierdzeniu, że przemawia on jak gauleiter, gensek, a nie jak kapłan, duchowny wytoczył mu proces, który zakończył się korzystnie dla pisarza.
Zasiadał w konwencie Ruchu Stu. W 1998 z listy Unii Wolności bez powodzenia kandydował na radnego Gdańska. W 2010 był członkiem komitetu poparcia Bronisława Komorowskiego przed przedterminowymi wyborami prezydenckimi.
Od 2019 był członkiem Rady Kultury Gdańskiej.
Został pochowany 7 grudnia 2023 na cmentarzu Srebrzysko w Gdańsku (rejon IV, kwatera TAR I/2a/8).

## Życie prywatne
Dwukrotnie żonaty. Był mężem Anny, z którą miał syna Juliusza. Jego drugą żoną była malarka Ida Łotocka-Huelle.

## Twórczość
Paweł Huelle był autorem następujących książek:
- Weiser Dawidek (1987)[23],
- Opowiadania na czas przeprowadzki (1991)[24],
- Wiersze (1994)[25],
- Pierwsza miłość i inne opowiadania (1996)[26],
- Inne historie (1999)[27],
- Mercedes-Benz. Z listów do Hrabala (2001)[28], tłum. na język litewski (Mercedes-Benz. Iš laiškų Hrabalui, tłum. Vytautas Dekšnys, 2011),
- Byłem samotny i szczęśliwy (2002)[29],
- Castorp (2004)[30],
- Ostatnia Wieczerza (2007)[31],
- Opowieści chłodnego morza (2008)[32],
- Śpiewaj ogrody (2014)[33],
- Ulica świętego Ducha i inne historie (2016)[34],
- Talita (2020)[35].

Paweł Huelle był również współautorem scenariuszy do filmów Wróżby kumaka (2005), NZS. Tak się zaczęło… (2005), O dwóch takich, co nic nie ukradli (1999).

## Odznaczenia, wyróżnienia i upamiętnienie
Odznaczenia i wyróżnienia
- Krzyż Oficerski Orderu Odrodzenia Polski (2012)[40][41]
- Srebrny Medal „Zasłużony Kulturze Gloria Artis” (2014)[42]
- Medal św. Wojciecha (2013)[43]
- Nagroda Artystyczna Gdańskiego Towarzystwa Przyjaciół Sztuki (1987, 2007)[6]
- Nagroda Fundacji im. Kościelskich (1988)[44]
- Nagroda Miasta Gdańska w Dziedzinie Kultury „Splendor Gedanensis” (1990, 2008, 2015)[45]
- Nagroda polskiego PEN Clubu za twórczość prozatorską (1994)[46]
- Paszport „Polityki” za powieść Mercedes-Benz. Z listów do Hrabala (2001)[3]
- Pomorska Nagroda Artystyczna (2002, 2007)[6]
- Nagroda Miast Partnerskich Torunia i Getyngi im. Samuela Bogumiła Lindego (2005)
- Nagroda Prezydenta Miasta Gdańska w Dziedzinie Kultury (2007, 2022)[47]
- „Sztorm Roku 2007” w kategorii Literatura za powieść Ostatnia wieczerza (2008)[6]
- Nominacja do Nagrody Literackiej Nike za powieść Ostatnia Wieczerza (2008)[48]
- Nagroda Prezydenta Miasta Gdańska „Neptuny” (2010)[6]
- Wielka Pomorska Nagroda Artystyczna (2016)[6]
- „Galion Gdyński” w kategorii kreacja artystyczna (2018)[6]
- Pomorska Nagroda Literacka „Wiatr od morza” za całokształt pracy literackiej (2021)[49][50][51]
- Nagroda Fundacji Alfreda Jurzykowskiego[43]
- Nagroda im. Andreasa Gryfiusa[43]

Upamiętnienie
Został uwieczniony jako jeden z apostołów na obrazie Ostatnia wieczerza Macieja Świeszewskiego, który umieszczono w hali przylotów gdańskiego lotniska. Obraz stanowił inspirację dla powieści pisarza pt. Ostatnia Wieczerza z 2007.
Poeta Janusz Szuber zadedykował Pawłowi Huellemu wiersz Krahla, wydany w tomikach poezji 19 wierszy z 2000 oraz Pianie kogutów z 2008.
W 2024 na jednym z filarów przystanku PKM Gdańsk Niedźwiednik powstał mural upamiętniający pisarza.